# エルヴェ・ブロンベルジェ
エルヴェ・ブロンベルジェ（Hervé Bromberger、1918年11月11日 - 1993年11月25日）は、フランスの映画監督、脚本家である。映画プロデューサーのピエール・ブロンベルジェの姓Braunbergerとは綴りが違う。

## 人物・来歴
1918年（大正9年）11月11日、フランス・ブーシュ＝デュ＝ローヌ県マルセイユに生まれる。姉に作家のメリ・ブロンベルジェ、兄に同じくセルジュ・ブロンベルジェがいる。
1944年（昭和19年）ごろは、20代半ばで小説を発表していたが、映画界に転向、第二次世界大戦後の1946年（昭和21年）、20代後半のころ、助監督としてアンリ・ドコワンやジャン・コクトーに師事する。
1949年（昭和24年）、30歳のときに『ある夜の見知らぬ男』で監督としてデビューする。1951年（昭和26年）にラウール・レヴィのプロデュースにより監督した『鑑識』が第4回カンヌ国際映画祭パルムドールにノミネートされ、コンペティション部門で上映された。1954年（昭和29年）、『野生の果実たち』がロカルノ国際映画祭に出品され、金豹賞を受賞した。
1960年代に入ると、作品数が減り、1972年（昭和47年）にはテレビ映画に専念する。1978年（昭和52年）、イザベル・ユペールがヴィオレット・ノジエールを演じたクロード・シャブロル監督の問題作『ヴィオレット・ノジエール』に脚本を提供する。同作は第31回カンヌ国際映画祭パルムドールにノミネートされ、ユペールが最優秀女優賞を受賞している。1982年（昭和57年）には64歳で引退した。
1993年（平成5年）11月25日、死去した。満75歳没。

## フィルモグラフィ
- 『光なき星』 Étoile sans lumière : 監督マルセル・ブリステーヌ、1946年 - セカンド助監督
- 『カドランのカフェ』 Le Café du Cadran : 監督ジャン・ゲーレ / アンリ・ドコワン、1947年 - 助監督
- 『サン＝ジャン橋の恋人たち』 Les amants du pont Saint-Jean : 監督アンリ・ドコワン、1947年 - チーフ助監督
- 『双頭の鷲』 L'aigle à deux têtes : 監督ジャン・コクトー、1948年 - 助監督
- 『キュピドン酒場』 Bal Cupidon : 監督マルク＝ジルベール・ソーヴァジョン、1949年 - 技術顧問
- 『ある夜の見知らぬ男』 L'inconnu d'un soir : 1949年 - 監督
- 『レディ・パナム』 Lady Paname : 監督アンリ・ジャンソン、1950年 - 技術顧問
- 『鑑識』 Identité judiciaire : 1951年 - 監督 / 第4回カンヌ国際映画祭コンペティション部門出品
- 『パリにひとり』 Seul dans Paris : 1951年 - 翻案・監督
- 『野生の果実たち』 Les Fruits sauvages : 1954年 - 脚本・監督 / ロカルノ国際映画祭で受賞
- 『ナガナ』 Nagana : 1955年 - 脚本・監督
- 『暴力組織』  La Bonne Tisane : 1957年 - 脚本・監督
- 『アスファルト』 Asphalte : 1959 - 監督
- 『ピガールの砂漠』 Le désert de Pigalle : 監督レオ・ジョアノン、1958年 - 脚本
- 『山小舎の狼』 Les loups dans la bergerie : 1959年 - 脚本・監督
- 『カラスとキツネ』 Le corbeau et le renard : オムニバス『四つの真実』 Les quatre vérités の一篇、1962年 - 脚本・監督
- 『オオカミと犬』 Le loup et le chien : テレビ映画シリーズ『ラ・フォンテーヌの寓話』 Les fables de La Fontaine の一篇、1963年 - 監督
- 『猫とイタチと小さなウサギ』 Le chat, la belette et le petit lapin : テレビ映画シリーズ『ラ・フォンテーヌの寓話』 Les fables de La Fontaine の一篇、1963年 - 監督
- 『死、どこに勝利があるのか』 Mort, où est ta victoire ? : 1964年 - 監督
- 『ティベリアスの夜』 Pitzutz B'Hatzot : 1966年 - 監督
- 『そっちのフィガロ、こっちのフィガロ』 Figaro-ci, Figaro-là : テレビ映画、1972年 - 脚本・監督
- 『ミラボーの紳士のおかしな愛情』 Le fol amour de Monsieur de Mirabeau : テレビ映画ミニシリーズ、1974年 - 監督
- 『審判』 Le procès : テレビ映画シリーズ『ジョー・ゲヤール』 Jo Gaillard の一篇、1975年 - 脚本・監督
- 『ヴィオレット・ノジエール』 Violette Nozière : 監督クロード・シャブロル、1978年 - 脚本
- 『控えの間』 L'antichambre : テレビ映画、1981年 - 脚本・監督
- 『ジェネラル・ブーランジェの夜』 La nuit du général Boulanger : テレビ映画、1982年 - 脚本・監督
- 『総復員』 La démobilisation générale : テレビ映画、1982年 - 脚本・監督

## おもなビブリオグラフィ
- Manucia, 1944年
- Claude Dominique. Le Film de la morte : Roman policier, 1944年
- Claude Dominique. Mise en scène de René Bernard, 1944年
- Quatre hommes et la nuit, 1959年

## 関連事項
- メリ・ブロンベルジェ （fr:Merry Bromberger、1906年 - 不詳）
- セルジュ・ブロンベルジェ （fr:Serge Bromberger、1912年 - 1986年）